# Pseudois
Pseudois là một chi động vật có vú trong họ Bovidae, bộ Artiodactyla. Chi này được Hodgson miêu tả năm 1846. Loài điển hình của chi này là Ovis nayaur Hodgson, 1833.

## Các loài
Chi này gồm các loài: